# Bistum El Paso
Das Bistum El Paso (lat.: Dioecesis Elpasensis) ist eine in den Vereinigten Staaten gelegene römisch-katholische Diözese mit Sitz in El Paso, Texas.

## Geschichte

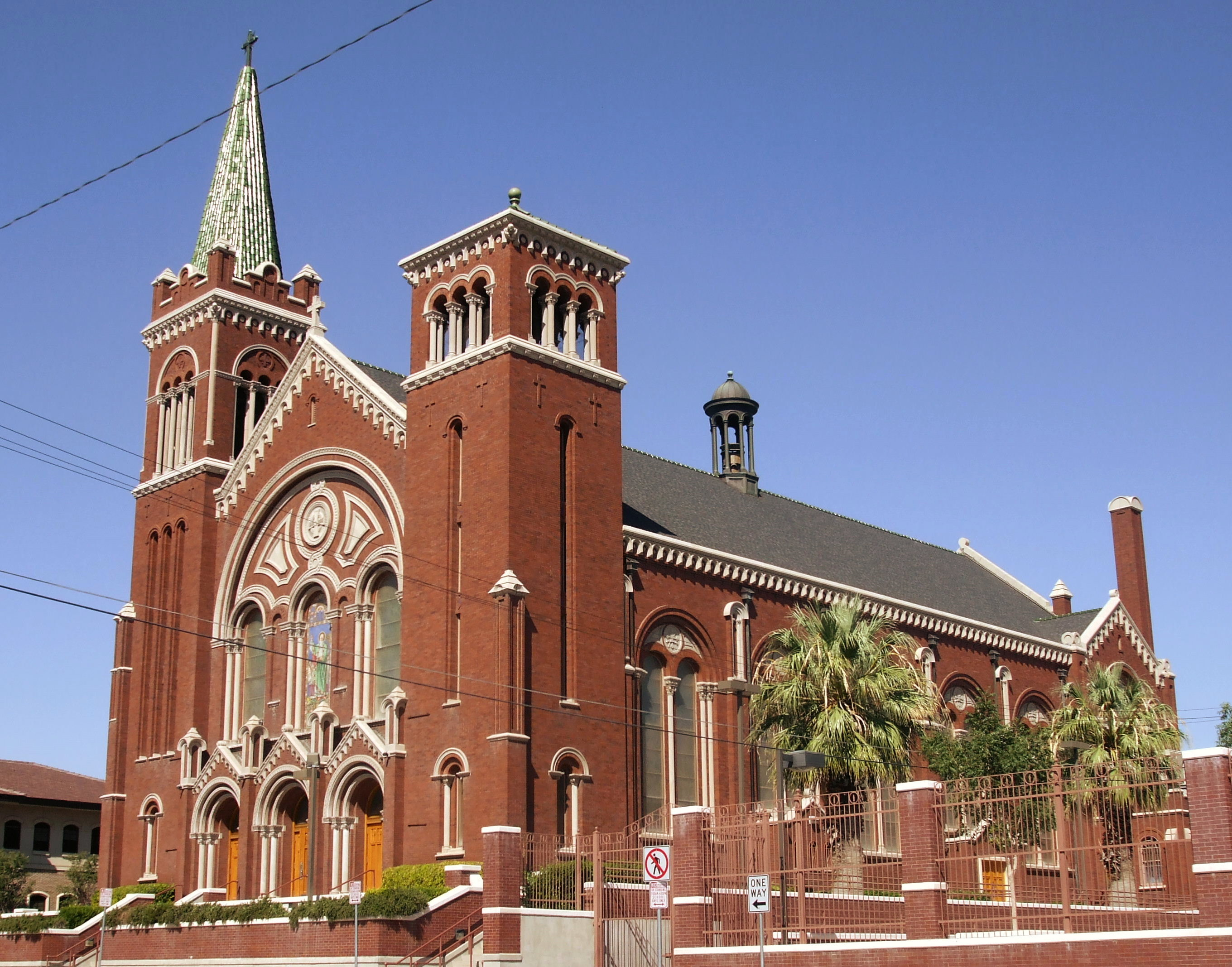
St. Patrick’s Cathedral in El Paso

Das Bistum El Paso wurde am 3. März 1914 durch Papst Pius X. aus Gebietsabtretungen der Bistümer Dallas, San Antonio und Tucson errichtet. Am 16. Oktober 1961 gab das Bistum El Paso Teile seines Territoriums zur Gründung des Bistums San Angelo ab. Eine weitere Gebietsabtretung erfolgte am 17. August 1982 zur Gründung des Bistums Las Cruces.
Das Bistum El Paso ist dem Erzbistum San Antonio als Suffraganbistum unterstellt.

## Territorium
Das Bistum El Paso umfasst die im Bundesstaat Texas gelegenen Gebiete Brewster County, Culberson County, El Paso County, Hudspeth County, Jeff Davis County, Loving County, Presidio County, Reeves County, Ward County und Winkler County.

## Bischöfe von El Paso
- John Brown SJ, 1915
- Anthony Joseph Schuler SJ, 1915–1942
- Sidney Matthew Metzger, 1942–1978
- Patrick Fernández Flores, 1978–1979, dann Erzbischof von San Antonio
- Raymundo Joseph Peña, 1980–1994, dann Bischof von Brownsville
- Armando Xavier Ochoa, 1996–2011, dann Bischof von Fresno
- Mark Joseph Seitz, seit 2013